# 단백질분해효소 억제제
단백질분해효소 억제제(영어: protease inhibitor, PI)는 후천면역결핍증후군 및 C형 간염에 폭넓게 사용하는 항바이러스제 계열이다. 이는 바이러스 유래 단백질분해효소에 선택적으로 결합해 바이러스의 복제를 억제하고 (예: HIV-1 단백질분해효소), 감염에 필요한 바이러스 입자 생성 시 필수적인 단백질 전구체(precursor) 절단 과정을 막는다.

개발 후 국내 시판되어 현재 임상에서 사용하는 단백질분해효소 억제제는 다음과 같다:
- HIV-1 단백질분해효소 저해제 (항레트로바이러스제) — -navir
  - 아타자나비르
  - 다루나비르
  - 인디나비르
  - 로피나비르
  - 넬피나비르

- C형 간염 바이러스 NS3/4A 단백질분해효소 억제제 — -previr
  - 아수나프레비르
  - 그라조프레비르
  - 글레카프레비르
  - 파리타프레비르

약물 표적의 특수성을 고려했을 때, 약물에 대해 내성을 나타내는 변이 바이러스가 등장할 위험이 있다. 그 위험을 줄이기 위해, 단독 요법이 아닌 병합 요법을 사용해 여러 가지 서로 다른 표적에 함께 작용할 수 있도록 한다.

## 항레트로바이러스제
단백질분해효소 억제제는 항레트로바이러스 계열들 중 두 번째로 등장하였다. 이 계열 약물 중 초기에 개발된 것으로 사퀴나비르, 리토나비르, 인디나버가 있으며, 이는 미국에서 1995년 후기부터 1996년 사이에 승인되었다. 시판 후 2년 간, 미국의 AIDS로 인한 연간 사망자 수가 연 50,000명에서 약 18,000명으로 현저하게 줄어들었다. 항레트로바이러스제 도입 이전의 AIDS로 인한 사망자 수는 매년 약 20% 씩 증가했었다.

HIV 단백질분해효소 저해제 도입 후, 미국의 후천면역결핍증후군으로 인한 사망자 수가 2년 안에 60% 감소하였다.

## 기타 활성

### 항원충 활성 (antiprotozoal activity)
HIV 치료제로 개발된 단백질분해효소 저해제를 말라리아 및 소화기계 원충 감염에 대한 항원충제로 사용하는 연구가 수행되었다:
- 리토나비르와 로피나비르 병합 요법이 지아르디아(Giardia) 감염에 대한 효과를 나타내었다.[2]
- 사퀴나비르, 리토나비르, 로피나비르가 항말라리아 효과를 나타내는 것으로 밝혀졌다.[3]

### 항암 활성 (anticancer activity)
단백질분해효소 억제제의 항암 활성에 대한 연구가 수행되었다. 넬피나비르와 아타자나비르는 페트리 접시에 배양한 세포를 사멸하였다. 그 효능은 인간에서 규명되지 않았으나, 실험쥐를 대상으로 한 연구에서 넬피나비르의 종양 성장 억제 효능이 규명되었으며, 이는 선도물질(lead compound)로서 새로운 항암제 개발의 가능성을 시사한다.
현재 보르테조밉(bortezomib), 카르필조밉(carfilzomib)과 같은 프로테아좀 차단제(proteasome inibitors)가 다발성 골수종의 치료제로서 사용된다.

## 부작용
단백질분해효소 저해제는 지방이영양증(lipdystrophy), 고지혈증, 제2형 당뇨병, 신장결석 등의 부작용을 유발한다. 지방이영상증의 경우, 인디나버 (상표명: 크릭시반 (Crixiban)) 치료를 받은 환자에서 나타나 '크릭스 벨리 (Crix belly)'라고도 불리었다.

## 같이 보기
- 효소 저해제 (enzyme inhibitor)